# Langå Station
Langå Station er en dansk jernbanestation i stationsbyen Langå i Østjylland.
Langå Station er et vigtigt jernbaneknudepunkt, der ligger på jernbanestrækningen mellem Aarhus og Randers og desuden er udgangspunkt for jernbanen mod Viborg, Skive og Struer. Stationen åbnede i 1862 samtidig med Aarhus-Randers-banen.
Stationsbygningen har været truet af nedrivning, men efter at lokalt engagerede borgere og politikere gennem en årrække har arbejdet for en bevarelse af bygningen, der huser kulturinstitutionen Station K, som bl.a. driver spillested, øvelokaler, mødelokaler og kontorfællesskab for lokale kreative iværksættere, kunne Randers Byråd i 2024 efter forhandlinger med Transportministeriet vedtage en bevarende lokalplan for bygningen.